# Helena (Montana)
Helena è una città degli Stati Uniti d'America, capitale dello Stato del Montana e capoluogo della contea di Lewis and Clark. Al censimento del 2018 la città contava 32 315 abitanti (detti Helenans), che salivano a 74 801 comprendendo l'area circostante.

## Storia
La città fu fondata il 30 ottobre 1864, in seguito alla scoperta dell'oro lungo il torrente Last Chance Creek da parte dei "Quattro Georgiani". La strada principale di Helena si chiama Last Chance Gulch ("Forra dell'Ultima Possibilità") e segue il tortuoso percorso del vecchio torrente attraverso il centro storico.
La città fu chiamata in origine Crabtown, in onore di John Crab, uno dei "Quattro Georgiani". Con l'arrivo di altri minatori e l'ingrandimento della città, fu deciso di cambiarle nome. Dopo molti suggerimenti John Sommerville propose lo stesso nome della sua città di origine, Saint Helena (Minnesota), ma la pronuncia (Hel-E-na) non piaceva ai minatori, che preferirono HELL-en-a (gioco di parole con hell, "inferno"). Dal nome omisero il Saint perché lo reputarono inutile e adottarono il nuovo nome di "Helena" (battendo il nome "Tomah" per soli due voti).
Un tentativo di pianificazione della costruzione della città di Helena fu effettuato per la prima volta nel 1865 dal capitano John Wood. La maggior parte delle strade, però, segue i sentieri caotici dei minatori che girano intorno a quelli che un tempo erano i lotti di ricerca dell'oro e seguono i tortuosi letti dei torrenti. Di conseguenza pochi isolati della città rispettano le misure ideali di 30 x 60, la maggior parte invece hanno una varietà di forme e misure irregolari e molte strade principali finiscono bruscamente.
Intorno al 1888 vivevano a Helena circa 50 milionari, più milionari pro capite di qualsiasi altra città del mondo. In un periodo di 20 anni, dal Last Chance Gulch fu estratto oro per un valore di circa 3,6 miliardi di dollari attuali. The Last Chance Placer ("Canaletto dell'ultima possibilità") è uno dei più famosi "canaletti" degli Stati Uniti occidentali. La maggior parte della produzione si ebbe prima del 1868. Gran parte del "canaletto" si trova sotto le strade e gli edifici di Helena (ma ancora negli anni settanta, durante dei lavori di ristrutturazione, fu trovata una vena di oro alluvionale sotto le fondamenta di una banca).
Il simbolo ufficiale di Helena è un disegno del "The Guardian of the Gulch", una torre antincendio di legno eretta nel 1886, che ancora esiste sul colle "Tower Hill" e che domina il centro storico. Questa torre antincendio rimpiazzò una serie di posti di osservazione, di cui quella originale era una fragile torretta d'osservazione, costruita nel 1870 sullo stesso sito, dopo una serie di incendi devastanti che si diffusero attraverso i vecchi campi minerari: aprile 1869, novembre 1869, ottobre 1871, agosto 1872 e gennaio 1874.
Nel 1889, il magnate delle ferrovie Charles Arthur Broadwater aprì il suo leggendario Hotel Broadwater and Natatorium a ovest di Helena. Danneggiato dal terremoto del 1935, fu chiuso nel 1941 e poi demolito nel 1976.
Altri edifici storici di Helena sono il Centro Civico e la Cattedrale. Altra attrattiva è il corso principale della città, una strada lunga tre isolati piena di negozi che segue la Last Chance Gulch. C'è anche una fontana che percorre in lunghezza la strada, simulando lo scomparso torrente Last Chance Creek. Helena ha anche un'area sciistica locale, la Great Divide Ski Area, a nord-ovest della città, vicino alla città fantasma di Marysville. Nel territorio di Helena vi è il campo di addestramento militare Fort William Henry Harrison, reso famoso dal film La brigata del diavolo. È la città natale di Gary Cooper (1901 - 1961) e Myrna Loy (1905 - 1993), due dei più famosi attori di Hollywood.

## Geografia fisica

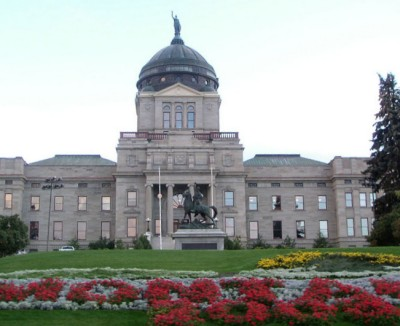
Il Campidoglio di Helena

La città di Helena è circondata da bellezze naturali, tra le quali lo Spartiacque continentale, il Mt. Helena City Park, lo Spring Meadow Lake State Park, il Lake Helena, la Helena National Forest, le Big Belt Mountains, la riserva naturale Gates of the Mountains Wilderness, il fiume Missouri, il Canyon Ferry Lake e le Elkhorn Mountains.
Secondo lo United States Census Bureau, la città ha una superficie totale di 36,3 km² (non ci sono acque interne).

## Società

### Evoluzione demografica
Al censimento del 2018 risultavano 32 315 persone residenti in città, la cui origine etnica era così suddivisa: 94,78% bianchi, 2,10% nativi americani, 1,67% ispanici, 0,78% asiatici, 0,23% neri, 0,07% isolani dell'Oceano Pacifico, 1,66% multirazziali e 0,38% di altra origine.

## Istruzione
Oltre alla Helena High School e alla Capital High School, scuole superiori pubbliche situate del distretto scolastico n. 1, i principali istituti (privati) d'istruzione della città di Helena sono il Carroll College, un college cattolico aperto nel 1909 dove si insegnano le arti liberali a circa 1 500 studenti, e la University of Montana-Helena College of Technology, un campus biennale affiliato all'Università del Montana, aperto nel 1939, che provvede all'istruzione in materie tecniche di circa un migliaio di studenti.